# 이노진
이노진 (Innogene)는 대한민국의 항노화 바이오 기업이다.

## 상장
3000원으로 공모가로 2023년 2월에 코스닥 시장에 상장하였다

## 사업
탈모 전문 브랜드 볼빅(Ballvic), 폴리큐션(Follicution), 병의원 전문 스킨케어 브랜드 리셀바이(Re.Cellby) 등을 가지고 있다

## 같이 보기
- 탈모

## 참고문헌
1. ↑  이윤희, 이노진, 2월 코스닥 상장...300조 규모 글로벌 안티에이징 시장 본격 공략, 메디포뉴스, 2023-02-07
2. ↑  이노진, 공모가 3000원 확정...2월 코스닥 상장, 팜뉴스, 2023.02.08
3. ↑  서혜진, 한국IR협의회 기업리서치 센터 기술분석보고서-이노진 2023.07.13[깨진 링크(과거 내용 찾기)]